# Grafico di Ramachandran

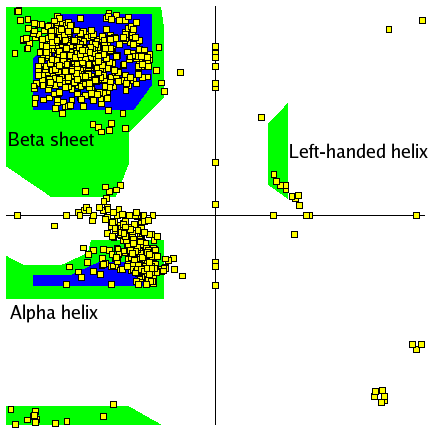
Un grafico di Ramachandran generato dalla proteina PCNA, una proteina umana che lega il DNA composta sia da β foglietti che α eliche (PDB ID 1AXC). I punti che giacciono sugli assi indicano i residui N- e C-terminali per ciascuna subunità. Le regioni in blu indicano le conformazioni per cui non si hanno ingombri sterici, mentre le aree verdi indicano conformazioni possibili ammettendo una piccola riduzione dei raggi di van der Waals dei gruppi laterali come avviene nel caso delle α eliche sinistrorse.

Il grafico di Ramachandran, ideato da Gopalasamudram Narayana Iyer Ramachandran, è un metodo di visualizzazione delle combinazioni degli angoli diedri Ψ (psi) e Φ (phi) dei residui amminoacidici ammesse all'interno di una struttura polipeptidica e ne identifica quindi tutte le conformazioni assumibili. Nel grafico sono riportati in ordinata i valori di Ψ ed in ascissa i valori di Φ, che rappresentano rispettivamente l'angolo Cα-C' e l'angolo N-Cα di un legame peptidico Cα-C'-N-Cα fra due amminoacidi adiacenti. Utilizzando lo stesso tipo di grafico possono essere rappresentati in grafico gli angoli diedri dei polisaccaridi.

## Nomenclatura degli angoli diedri
Secondo la convenzione IUPAC-IUB  di nomenclatura, l'angolo di torsione che descrive la relazione tra i legami C-D e A-B in una struttura chimica A-B-C-D è definito come l'angolo specificato dal piano passante per i legami B-C e C-D ed il piano passante per i legami A-B e B-C. L'angolo assume valore pari a zero in corrispondenza della conformazione eclissata nella quale i legami A-B e C-D sono in cis, mentre vale 180° quando i due legami sono in trans. I valori degli angoli sono considerati nell'intervallo [-180°; +180°], assegnando un valore positivo se la rotazione necessaria per portare l'atomo anteriore ad eclissarsi con l'atomo posteriore avviene in senso orario e negativo se la rotazione necessaria è in verso antiorario, quando la struttura è riportata in proiezione di Newman.

## Analisi del grafico
Non tutte le coppie di angoli teoricamente possibili sono realmente ottenibili all'interno delle strutture peptidiche in quanto impedite dalla presenza di ingombri sterici fra i gruppi delle catene laterali dei residui amminoacidici; le zone del grafico in cui tali contatti sterici sfavorevoli non sono presenti possono essere delimitate da linee di contorno, e possono essere associate ai motivi secondari assunti dalla catena. La conformazione complessiva del peptide è quindi definita assegnando i valori a ciascuna coppia di angoli Φi, Ψi per ogni amminoacido.
Nel caso della glicina, le zone di conformazioni possibili nel grafico presentano una simmetria centrale e sono molto più ampie rispetto a quelle degli altri amminoacidi grazie alla simmetria del residuo ed alle piccole dimensioni dell'atomo di idrogeno legato in posizione α. Gli altri amminoacidi presentano invece un diagramma asimmetrico, con un insieme di zone indicanti le conformazioni ammesse meno esteso, e la cui ampiezza dipende soprattutto dalla presenza di gruppi stericamente ingombranti in posizione β. La presenza di catene laterali, anche lunghe, che non siano ramificate al carbonio β, come nel caso della leucina, ha invece una scarsa influenza e riduce solo di poco il dominio delle conformazioni permesse.
Un caso a parte si ha per la prolina, la cui struttura rigida rende possibili solo poche conformazioni in una porzione limitata del grafico.